# کاپتاوانک
کاپتاوانک (ارمنی: Կապտավանք؛ انگلیسی: Kaptavank) یک صومعه حواری ارمنی واقع در جنوب غرب روستای چینچین در استان تاووش، ارمنستان می‌باشد. ساخت و ساز این ساختمان سال ۱۱۵۱ میلادی به پایان رسید. این بنا به سبک معماری ارمنی طراحی شده است.

## نگارخانه

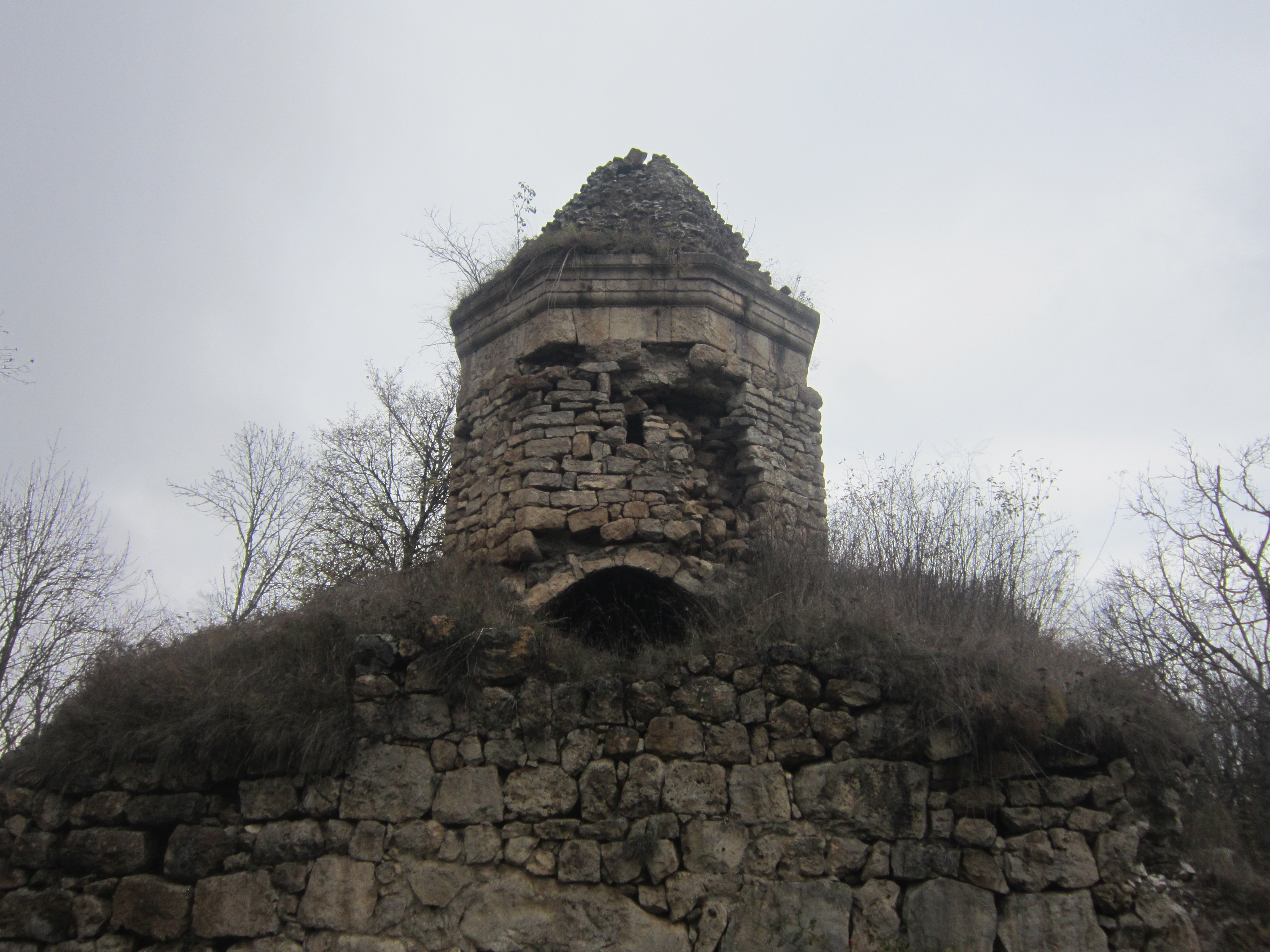
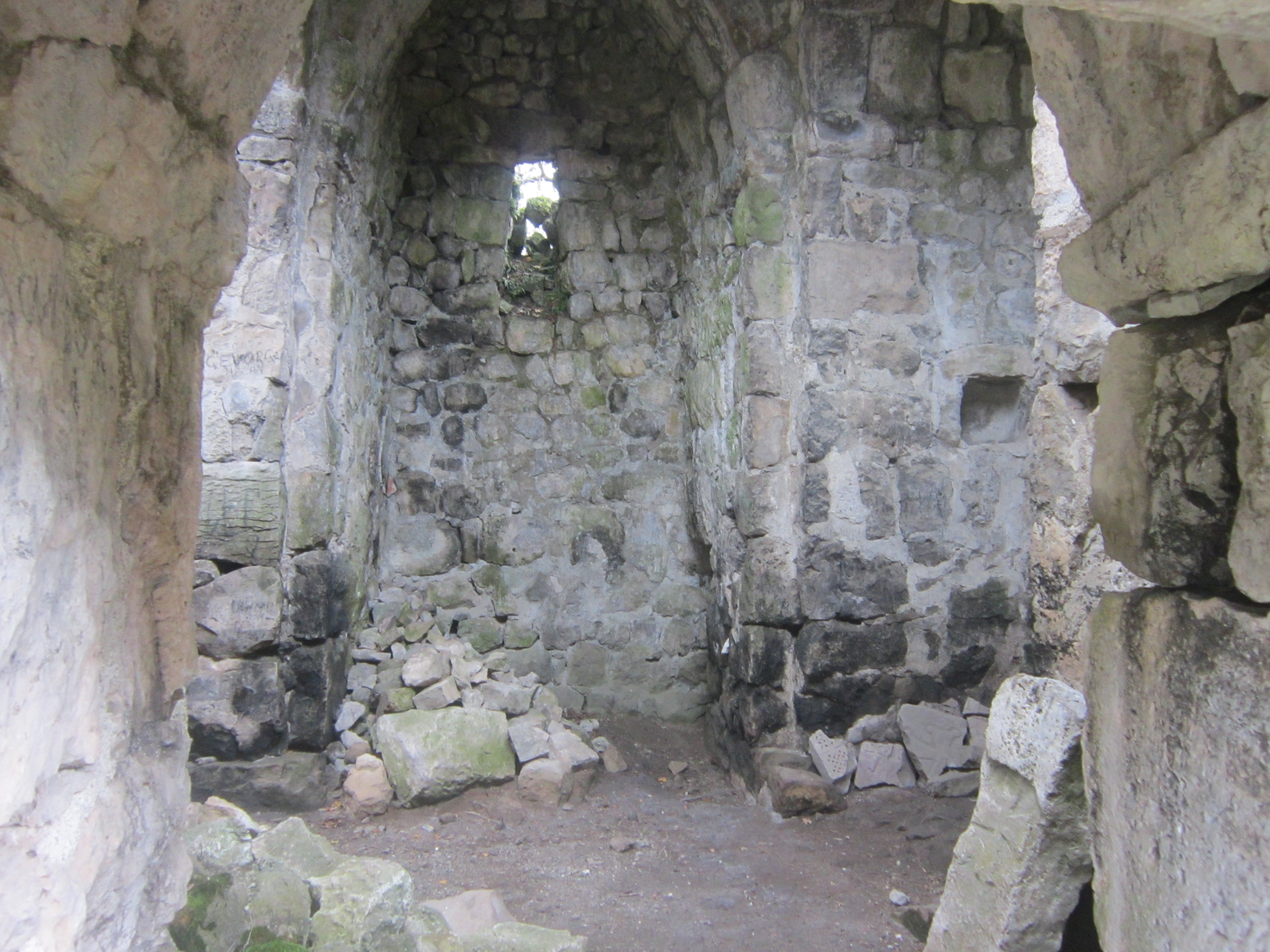
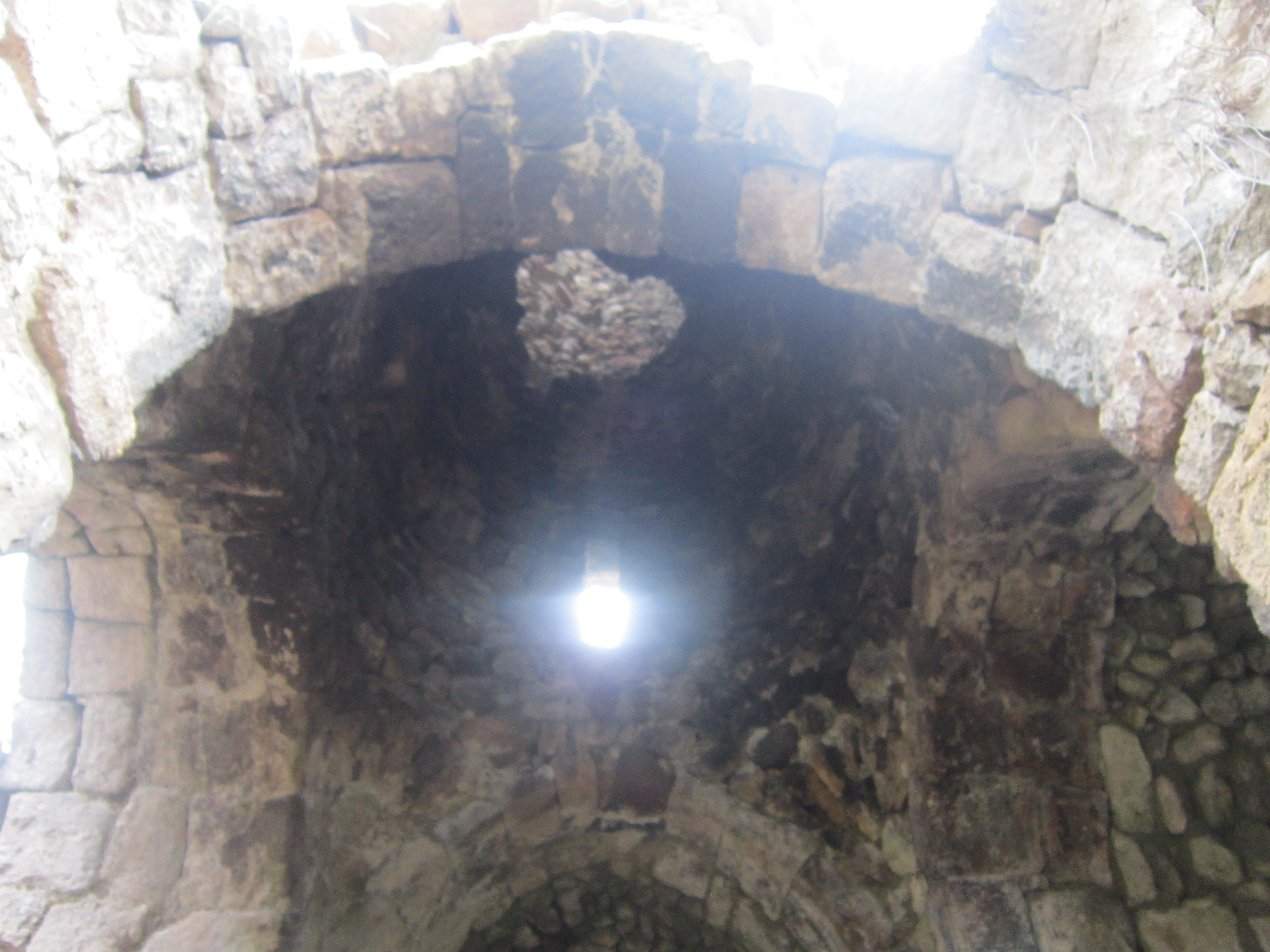
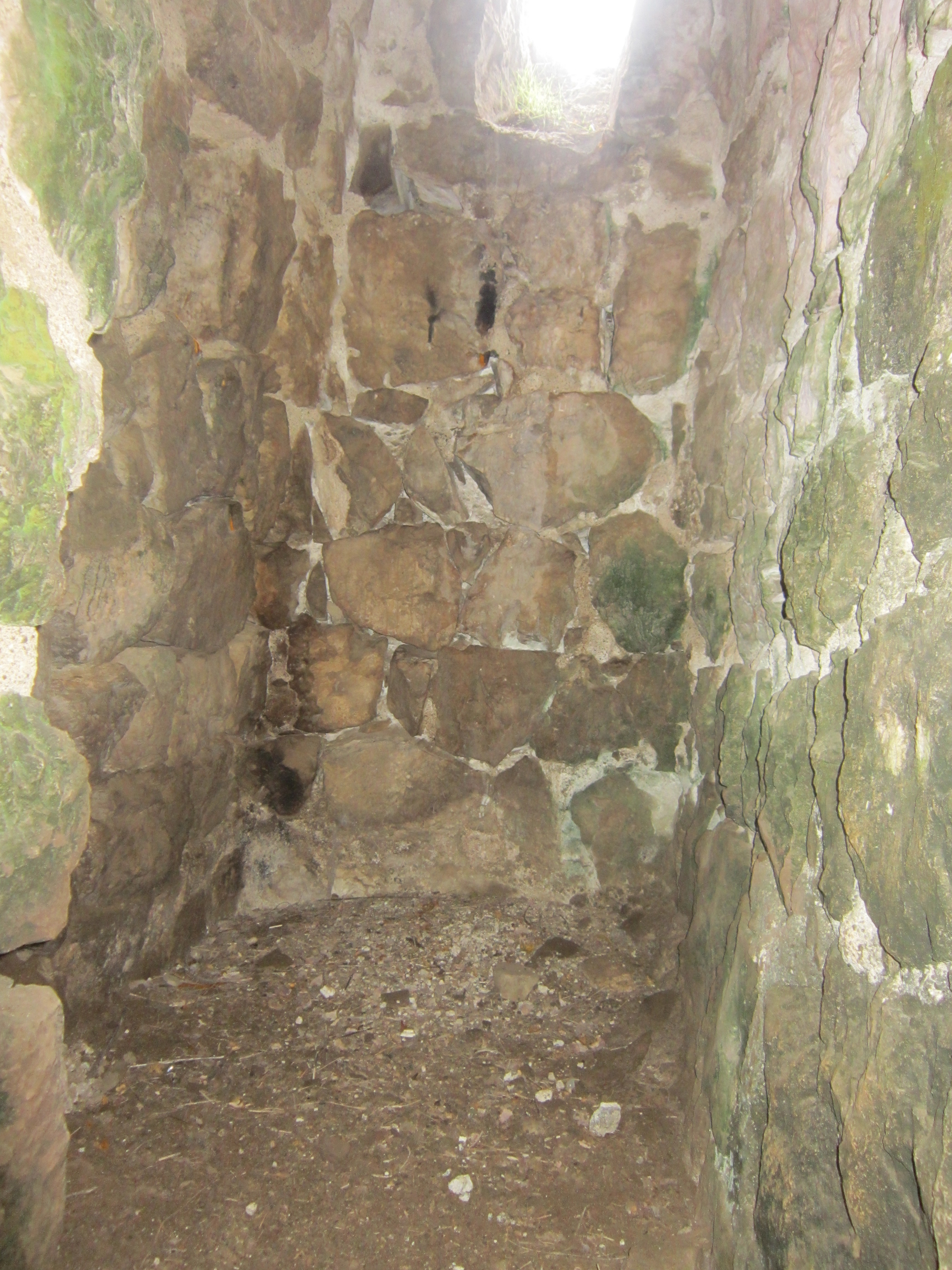
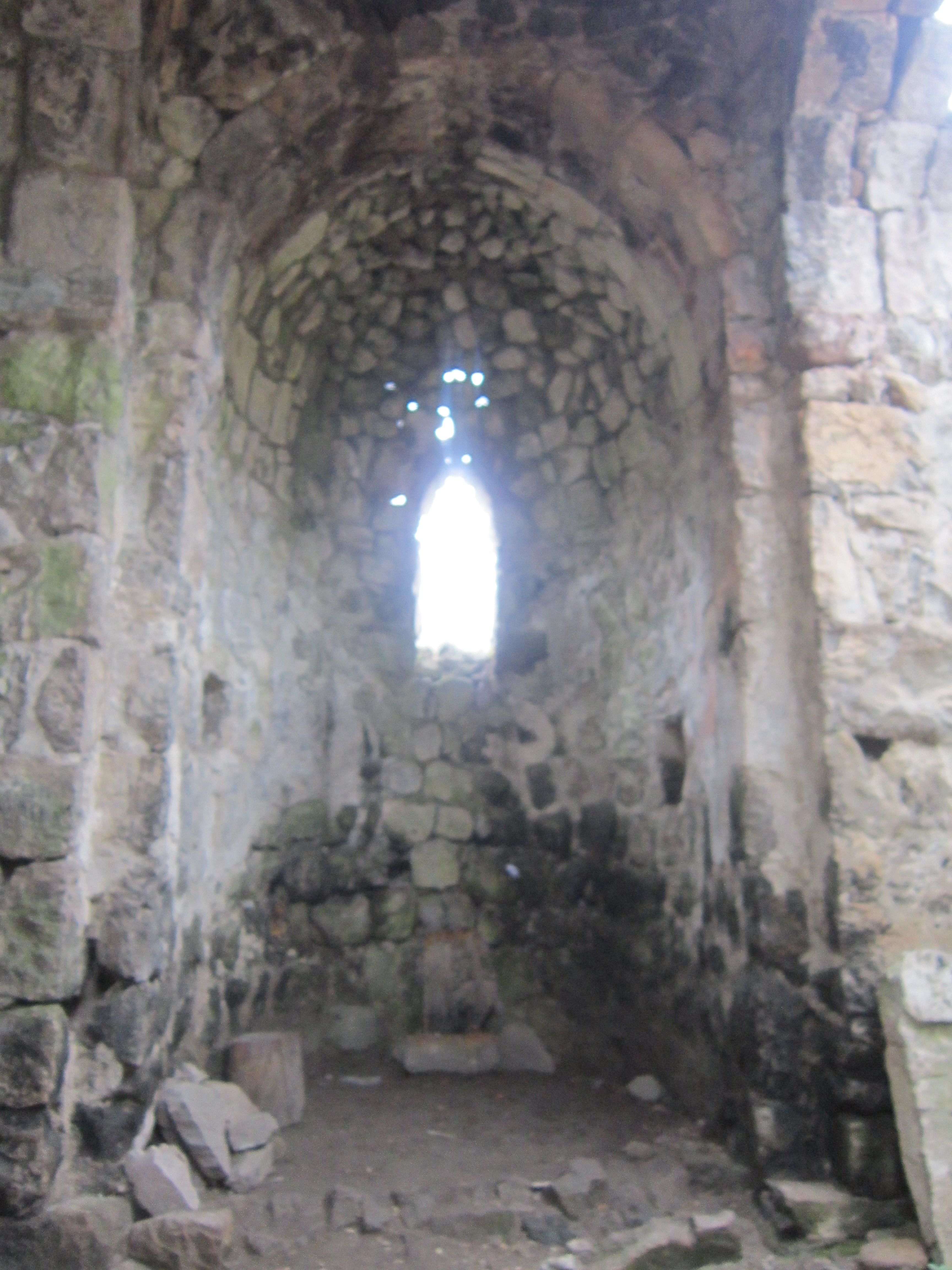
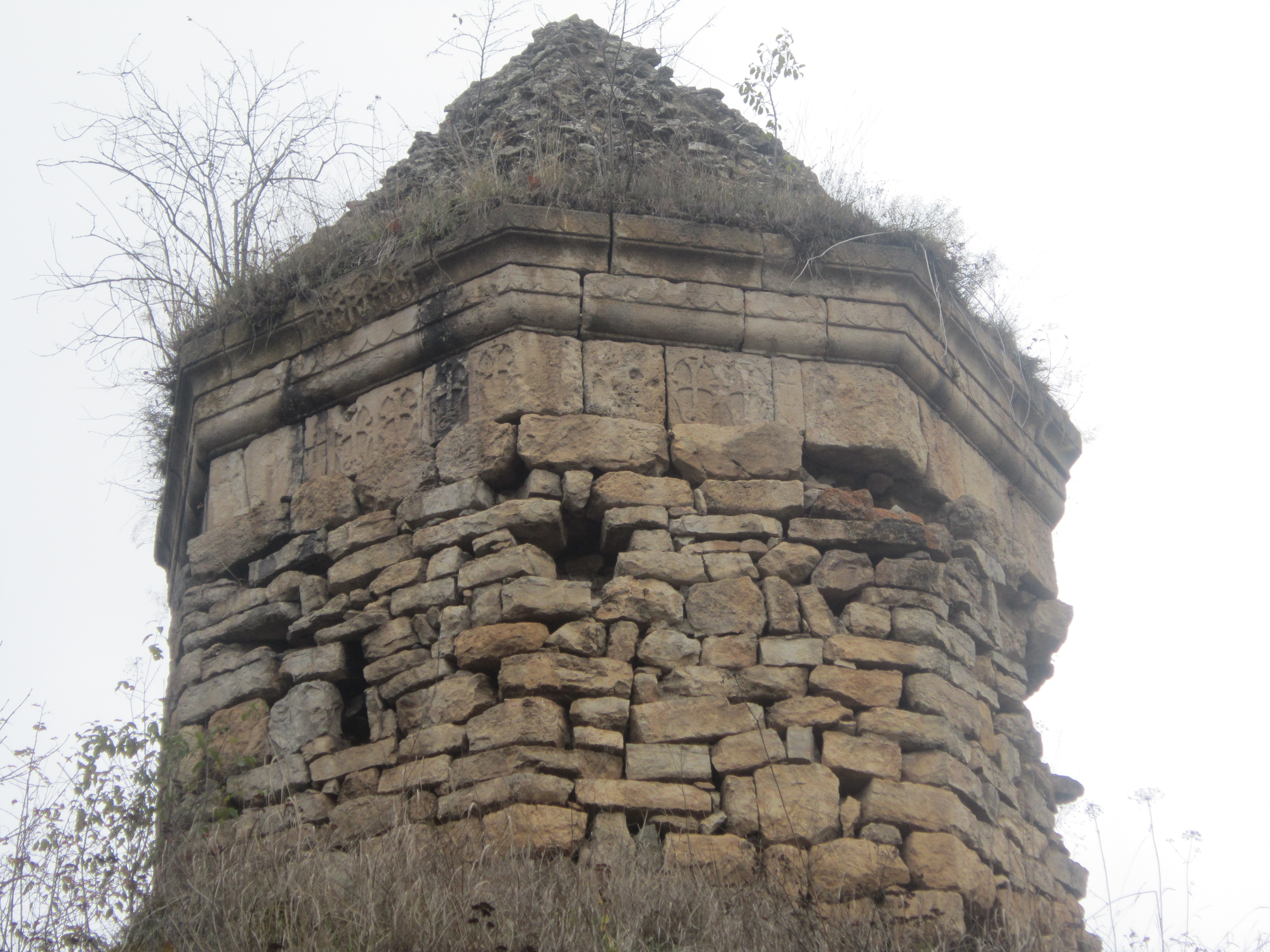
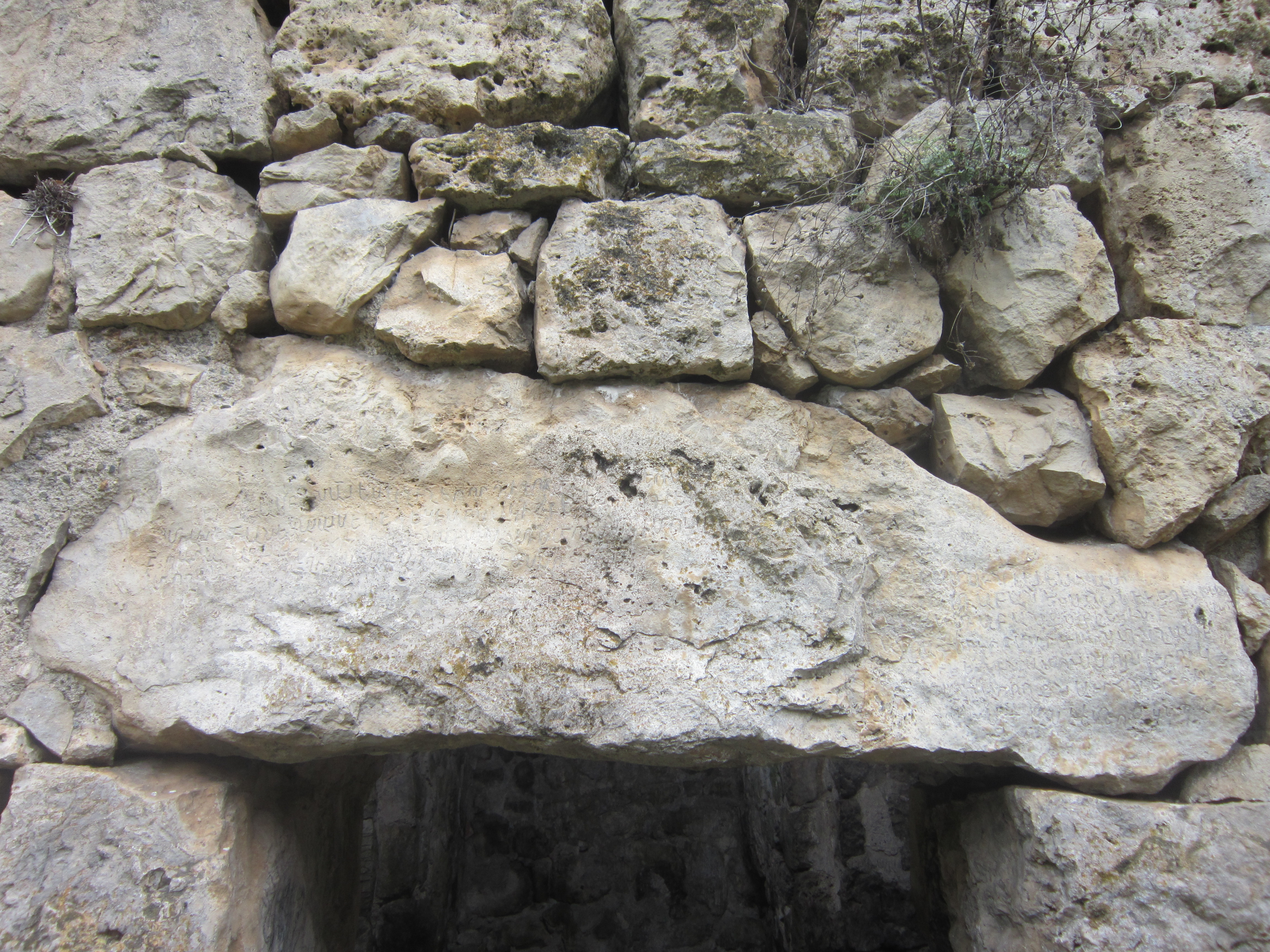
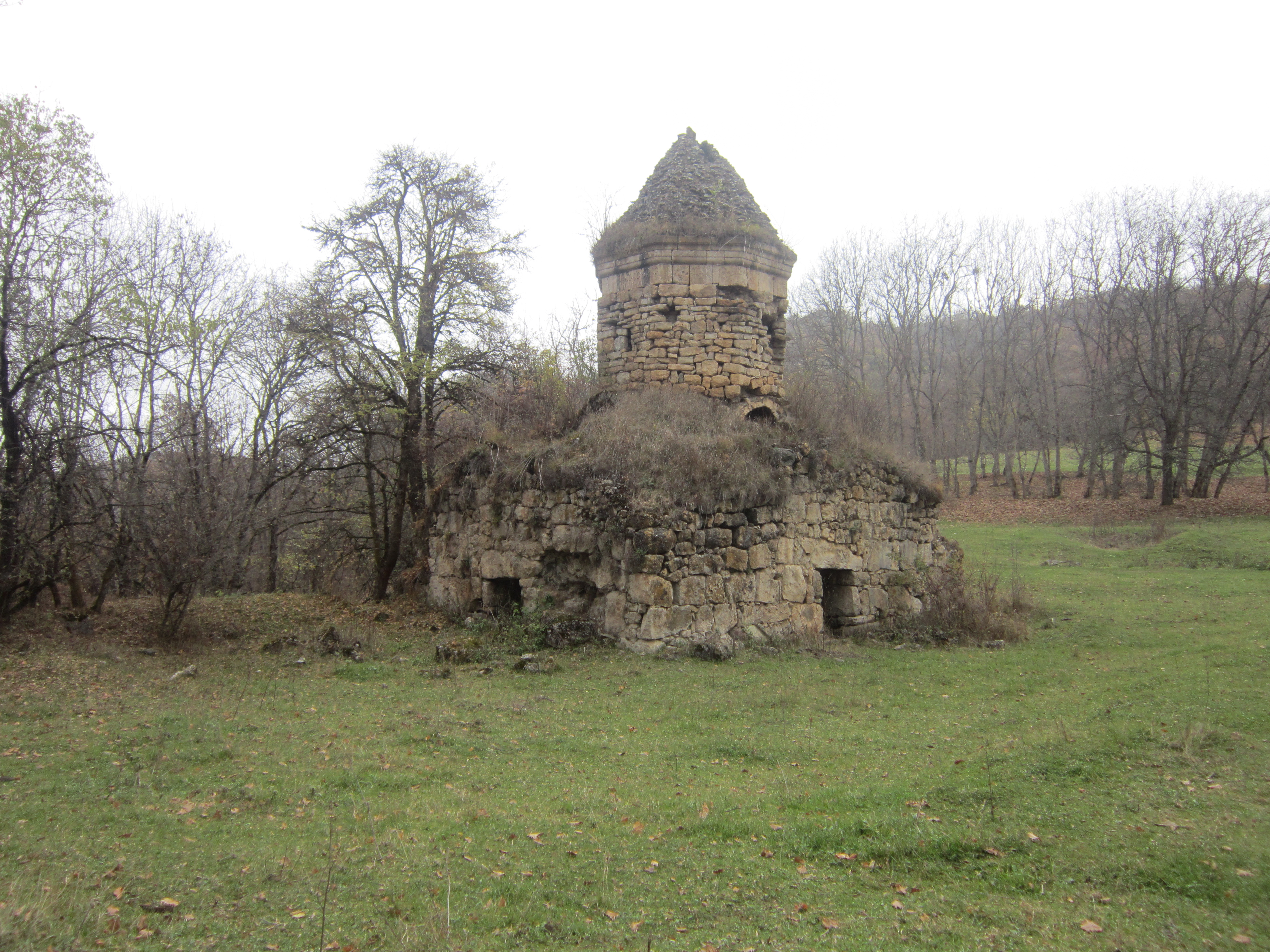